# Комиссия (мафия)
Комиссия (англ. The Commission) — коллективный руководящий орган американской Коза Ностры, созданный Лаки Лучано в 1931 году.

## Объединение преступных группировок
Впервые идея создания единого руководящего органа возникла во время конференции в Атлантик-Сити 13—16 мая 1929. На сходке главарей преступных организаций со всей страны, организованной Лаки Лучано, Меиром Лански и Аль Капоне был образован Национальный Криминальный синдикат, объединявший итальянские, еврейские и ирландские банды. Крупнейшие мафиозные лидеры Нью-Йорка, Сальваторе Маранцано и Джо Массерия, приглашения не получили, так как не желали сотрудничать с не-итальянцами.
Реализации проекта помешала кастелламарская война 1929—1931 годов, но после убийства Массерии 15 апреля 1931 и перехода криминального Нью-Йорка под контроль Пяти семей Лучано вернулся к идее объединения преступных группировок. Маранцано был против этого, и на сходке в Чикаго объявил себя боссом боссов Коза Ностры. 10 сентября 1931 группировка Лучано и Лански ликвидировала Маранцано, после чего в течение нескольких месяцев в различных городах, от Лос-Анджелеса до Нью-Йорка были устранены главари банд, не согласные с идеей объединения.
Согласно гангстерским легендам, в течение двух дней после устранения Маранцано по всей стране было ликвидировано 20, 40 или даже 90 сицилийцев, неугодных Лучано. Рассказы о столь масштабной чистке рядов не имеют документального подтверждения и, вероятно, сильно преувеличены.

## Создание Комиссии
Лучано фактически стал руководителем нью-йоркской мафии, и на новой сходке в Чикаго в том же году при поддержке бывшего главаря банды Chicago Outfit Джона Торрио провел реорганизацию Коза Ностры. Во главе мафии была поставлена Комиссия из семи членов: глав Пяти семей, Chicago Outfit и представителя группировок Среднего Запада.
По мнению исследователей, целью Лучано было предотвращение в будущем войн между семьями путём создания регулирующей организации, которую сравнивают с Советом Безопасности ООН.

## Состав и деятельность
В первый состав Комиссии входили Лучано (будущая семья Дженовезе), Джо Бонанно (семья Бонанно), Том Гальяно (будущая семья Луккезе), Джо Профачи (будущая семья Коломбо), Винсент Мангано (будущая семья Гамбино), Аль Капоне (Чикагский филиал) и Стефано Магаддино (Буффало). По другой версии, которую приводит в своих мемуарах Ник Джентиле, седьмым членом был Фрэнк Милано из Кливленда.
Влиятельные еврейские бандиты, партнёры Лучано, комиссию не входили и не могли голосовать, хотя их приглашали на совещания, а Лански был финансовым советником.
Для утверждения нового порядка была организована команда наемных убийц, названная в газетах Корпорацией убийств, устранявшая нежелательных лиц по приказу Комиссии.
Аль Капоне был арестован уже в октябре 1931 года. В 1936 году был арестован Лучано, и новым председателем стал Винсент Мангано. В 1946 году была проведена Гаванская конференция, в которой участвовал выдворенный из Соединённых Штатов Лучано.
В дальнейшем Комиссия состояла из глав Пяти семей и Чикагского филиала, пока в 1956 году в её состав не были включены боссы из Филадельфии и Детройта.

## Современное положение
По словам бывшего главаря семьи Бонанно и формального председателя Комиссии Джо Массино, последний раз она собиралась в ноябре 1985, а после убийства председателя Пола Кастеллано проводились только встречи между отдельными боссами и их консильери.
Так формальный председатель Джон Готти (семья Гамбино) в 1988 провел в Гринвич Виллидже встречу с Винсентом Джиганте (семья Дженовезе) и Энтони Кассо, подручным босса семьи Луккезе, а в январе 2000 Джо Массино созвал Луиса Баджелса (семья Луккезе), Пита Готти (семья Гамбино), Джо Уэверли, консильери семьи Коломбо, и Тощего Ларри, капитана (captain on the panel) семьи Дженовезе.
Причинами прекращения совещаний Комиссии были постоянная слежка со стороны полиции и ФБР и опасность утечки информации, если на совещании присутствует много людей. После судебного процесса над Комиссией мафии (англ.) в 1985—1986 главари семей предпочитали связываться при помощи курьеров.

## Председатели Комиссии
- 1931—1936 — Лаки Лучано
- 1936—1951 — Фрэнк Костелло
- 1951—1957 — Фрэнк Костелло, Джо Бонанно
- 1957—1959 — Вито Дженовезе
- 1959—1976 — Карло Гамбино
- 1976—1985 — Пол Кастеллано

## Формальные председатели
- 1986—1992 — Джон Готти
- 1992—1997 — Винсент Джиганте
- 2000—2003 — Джо Массино